# Esther Waeber-Kalbermatten
Pour les articles homonymes, voir Kalbermatten.
Esther Waeber-Kalbermatten, née le 24 septembre 1952 à Brigue (originaire de Saas-Almagell) est une personnalité politique suisse du canton du Valais, membre du Parti socialiste.
Elle est membre du Conseil d'État valaisan de 2009 à 2021, à la tête du Département de la santé, des affaires sociales et de la culture.

## Biographie
Esther Waeber-Kalbermatten naît Esther Kalbermatten le 24 septembre 1952 à Brigue dans le Haut-Valais. Elle est originaire de Saas-Almagell, dans le district voisin de Viège.
Après avoir suivi ses études dans sa ville natale, elle part à l'université de Berne où elle obtient, en 1979, un diplôme fédéral de pharmacienne. Elle enseigne ensuite dans ce même domaine avant d'ouvrir sa propre pharmacie à Brigue en 1993. La même année, elle est élue au Grand Conseil du canton du Valais où elle siège jusqu'en 2005 et est à l'origine de la création du Bureau valaisan de l’égalité. Dans le même temps, dès 1997, elle est conseillère communale de la ville de Brigue, chargée de la santé et de la culture.
Le 1er mars 2009, elle est élue en 5e et dernière position au Conseil d'État valaisan, devenant ainsi, dès le 1er mai suivant la première femme à siéger au gouvernement valaisan.
En tant que ministre de la Justice, elle représente le canton du Valais dans l'affaire Bernard Rappaz, où elle fait preuve d'une fermeté contestée.
Le 17 mars 2013, après deux tours de scrutin, elle est réélue pour quatre ans en 2e position avec 48 602 voix, derrière l'UDC Oskar Freysinger qui en totalise plus de 56 000.
En 2017, elle se représente et est réélue au Conseil d'État valaisan pour la législature 2017-2021.